# Warenhaus Wertheim (Breslau)

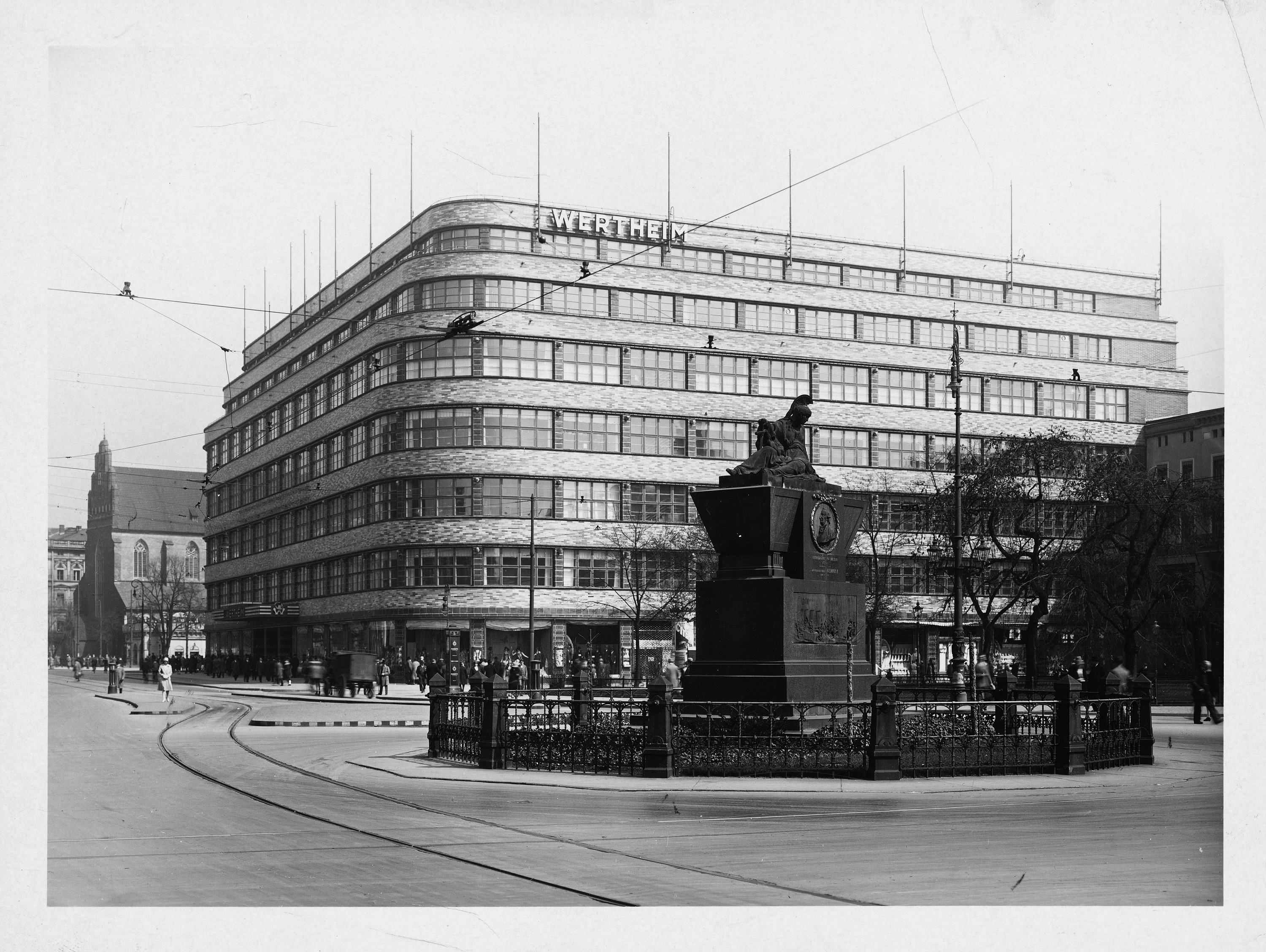
Blick vom Tauentzienplatz, um 1930

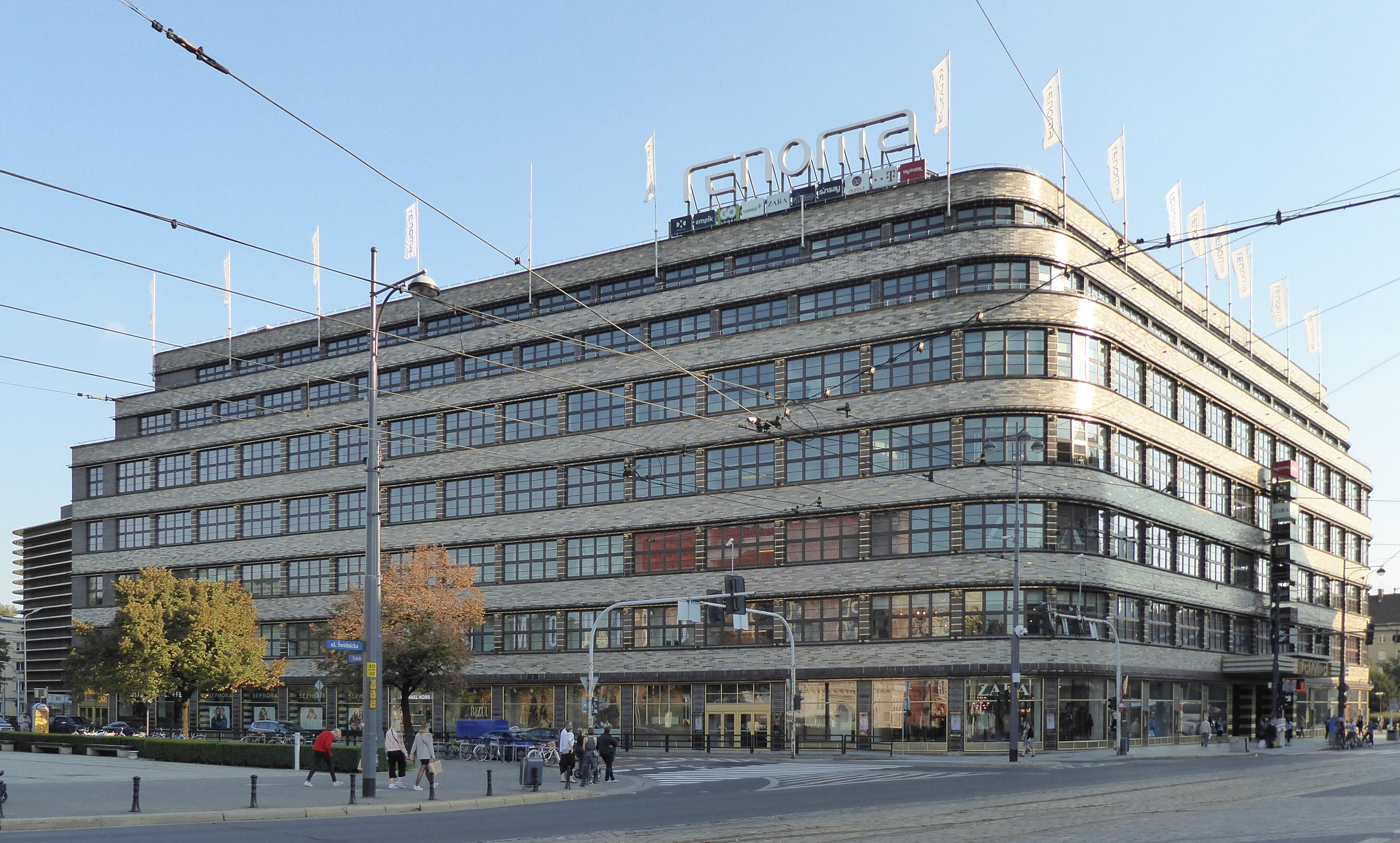
Das Kaufhaus Renoma, ehemals Kaufhaus Wertheim

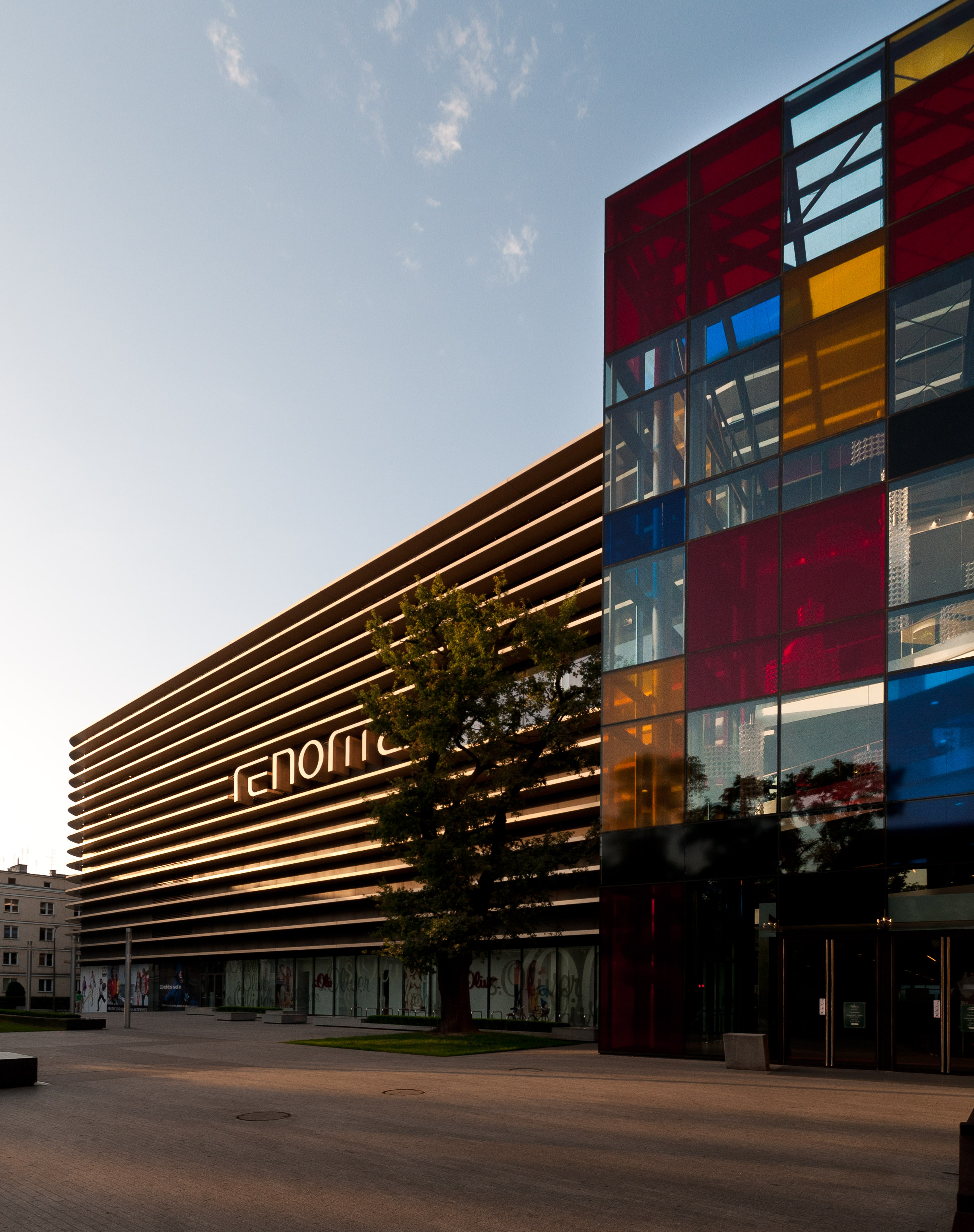
Der moderne Anbau von 2009

Das Warenhaus Wertheim ist ein ehemaliges Geschäftshaus in der Innenstadt von Breslau. Es wird heute als Kaufhaus Renoma geführt, ist aber ein Einkaufszentrum und liegt an der Ulica Świdnicka, Ecke Plac Tadeusza Kościuszki.

## Geschichte
Das Kaufhaus errichtete der Wertheim-Konzern von 1928 bis 1930 nach Plänen des Architekten Hermann Dernburg an der Schweidnitzer Straße und am Tauentzienplatz. Es besaß die ersten Rolltreppen in Schlesien und galt als größtes Warenhaus der Stadt. Im Zuge der deutschlandweiten Arisierung zerschlugen die Nationalsozialisten 1937 den Konzern. Das Warenhaus ging in die Hände der Allgemeinen Warenhaus Gesellschaft (AWG) über. In der Schlacht um Breslau brannte 1945 das Innere des Hauses aus, wobei Fassade und Stahlkonstruktion erhalten blieben.
Das Warenhaus ist 1948 zur „Ausstellung der Wiedergewonnenen Gebiete“ als „Allgemeines Kaufhaus“ (polnisch Powszechny Dom Towarow, kurz PeDeT) wiedereröffnet worden. Im Erdgeschoss war ein Lebensmittelladen untergebracht. Später führte die polnische Zeitung Słowo polskie ein Wettbewerb zur Umbenennung des Kaufhauses durch. Das Kaufhaus erhielt daraufhin seinen heutigen Namen Renoma. Das 1977 unter Denkmalschutz gestellte Kaufhaus wurde Ende der 1990er Jahre privatisiert und zwischen 1998 und 1999 modernisiert und umgebaut.
Eine erneute Renovierung zwischen 2005 und 2009 war mit einer modernen Erweiterung in östlicher Richtung verbunden. Am 25. April 2009 konnte das neue Warenhaus wieder eröffnen.